# Dubljani
Dubljani (en serbe cyrillique : Дубљани) est un village de Bosnie-Herzégovine. Il est situé sur le territoire de la ville de Trebinje et dans la république serbe de Bosnie. Selon les premiers résultats du recensement bosnien de 2013, il compte 14 habitants.

## Géographie
Le village est situé sur les rives de la Trebišnjica, un cours d'eau qui débouche pour une part dans la mer Adriatique et se jette pour une autre part dans la Neretva.
Le village est entouré par les localités suivantes :
|          | Veličani Korlati |         |
| Veličani | Dubljani         | Dračevo |
|          | Grmljani         |         |

## Histoire
Dans le village, l'église Saint-Georges est inscrite sur la liste provisoire des monuments nationaux de Bosnie-Herzégovine.

## Démographie

### Évolution historique de la population dans la localité
| 1948 | 1953 | 1961 | 1971 | 1981 | 1991 | 2013 |
| ---- | ---- | ---- | ---- | ---- | ---- | ---- |
| -    | -    | 69   | 86   | 41   | 29   | 14   |

|  |